# Дебрянка
Дебрянка (Sanicula europaea) е тревисто многогодишно растение. Разпространено е по влажни и сенчести гористи места, предимно в предпланинския и планинския пояс.
От коренищата и надземната част се изготвя запарка.
Отровно!